# Centrobranchus brevirostris
Centrobranchus brevirostris és una espècie de peix de la família dels mictòfids i de l'ordre dels mictofiformes.

## Morfologia
- Els mascles poden assolir 4 cm de longitud total.[3][4]

## Hàbitat
És un peix marí i de clima temperat.

## Distribució geogràfica
Es troba a les Illes Ryukyu (el Japó).